# Eucalyptus leucophylla
Eucalyptus leucophylla är en myrtenväxtart som beskrevs av Karel Domin. Eucalyptus leucophylla ingår i släktet Eucalyptus och familjen myrtenväxter. Inga underarter finns listade i Catalogue of Life.